# 러시아 총리

러시아 연방 정부기

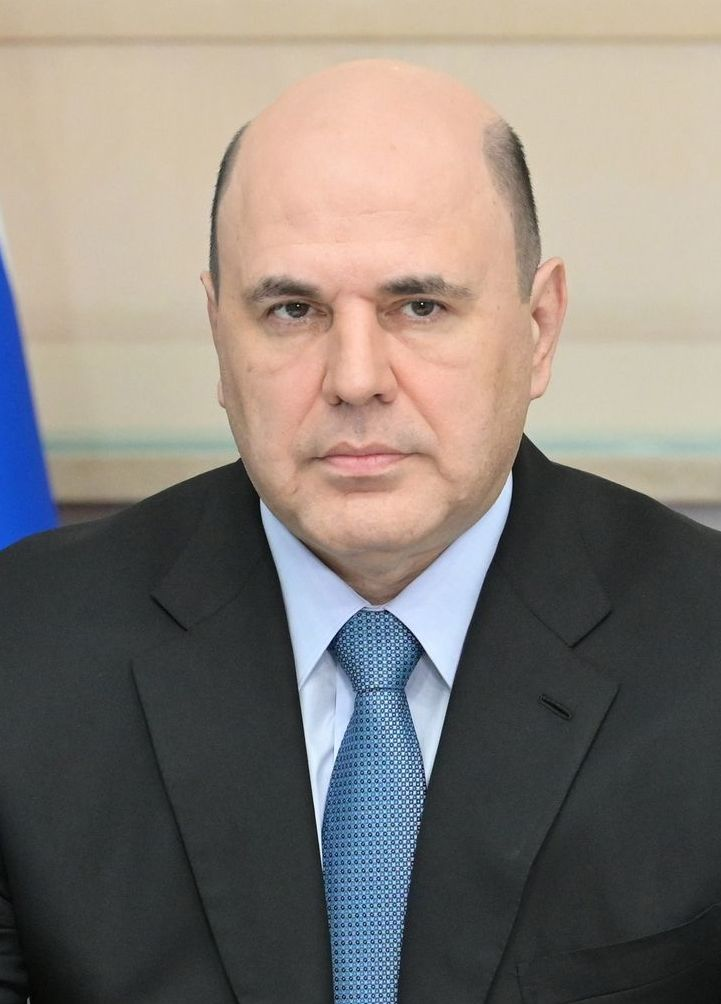
현재 러시아 연방의 총리인 미하일 미슈스틴

러시아 연방 총리 또는 러시아 연방 정부주석(러시아어: Председатель Правительства Российской Федерации)은 러시아 연방의 각료를 구성하는 지위다. 러시아 연방 총리는 대통령이 임명한다. 현재 러시아 연방의 총리는 미하일 미슈스틴이며 초대 총리는 빅토르 체르노미르딘이다.

## 러시아 연방의 정부주석 목록
| 대       | 사진            | 이름                                                                     | 임기             | 임기             | 정당                                       |
| 대       | 사진            | 이름                                                                     | 취임일           | 퇴임일           | 정당                                       |
| -------- | --------------- | ------------------------------------------------------------------------ | ---------------- | ---------------- | ------------------------------------------ |
| 권한대행 |                 | 보리스 옐친 (1931.2.1 ~ 2007.4.23) Бори́с Никола́евич Е́льцин               | 1991년 12월 25일 | 1992년 6월 15일  | 무소속                                     |
| 권한대행 |                 | 예고르 가이다르 (1956.3.19 ~ 2009.12.16) Его́р Тиму́рович Гайда́р           | 1992년 6월 15일  | 1992년 12월 14일 | 무소속                                     |
| 1ㆍ2     |                 | 빅토르 체르노미르딘 (1938.4.9 ~ 2010.11.3) Ви́ктор Степа́нович Черномы́рдин | 1992년 12월 14일 | 1998년 3월 23일  | 무소속(~ 1995) 우리 집 러시아(1995 ~ 2001) |
| 3        |                 | 세르게이 키리옌코 (1962.7.26 ~ ) Серге́й Владиле́нович Кирие́нко            | 1998년 3월 23일  | 1998년 8월 3일   | 무소속                                     |
| 권한대행 |                 | 빅토르 체르노미르딘 (1938.4.9 ~ 2010.11.3) Ви́ктор Степа́нович Черномы́рдин | 1998년 8월 3일   | 1998년 9월 11일  | 우리 집 러시아                             |
| 4        |                 | 예브게니 프리마코프 (1929.10.29 ~ 2015.6.26) Евгений Максимович Примаков | 1998년 9월 11일  | 1999년 5월 12일  | 조국 - 전 러시아                           |
| 5        |                 | 세르게이 스테파신 (1952.3.2 ~ ) Серге́й Вади́мович Степа́шин                | 1999년 5월 12일  | 1999년 8월 9일   | 무소속                                     |
| 권한대행 |                 | 블라디미르 푸틴 (1952.10.7 ~ ) Влади́мир Влади́мирович Пу́тин               | 1999년 8월 9일   | 1999년 8월 16일  | 러시아 통합당                              |
| 6        | 1999년 8월 16일 | 블라디미르 푸틴 (1952.10.7 ~ ) Влади́мир Влади́мирович Пу́тин               | 2000년 5월 7일   |                  | 러시아 통합당                              |
| 7        |                 | 미하일 카시야노프 (1957.12.8 ~ ) Михаи́л Миха́йлович Касья́нов              | 2000년 5월 7일   | 2004년 2월 24일  | 무소속                                     |
| 권한대행 |                 | 빅토르 흐리스텐코 (1957.8.28 ~ ) Ви́ктор Бори́сович Христе́нко              | 2004년 2월 24일  | 2004년 3월 5일   | 무소속                                     |
| 8        |                 | 미하일 프랏코프 (1950.9.1 ~ ) Михаи́л Ефи́мович Фрадко́в                    | 2004년 3월 5일   | 2007년 9월 14일  | 무소속                                     |
| 9        |                 | 빅토르 줍코프 (1941.9.15 ~ ) Ви́ктор Алексе́евич Зубко́в                    | 2007년 9월 14일  | 2008년 5월 7일   | 통합 러시아                                |
| 10       |                 | 블라디미르 푸틴 (1952.10.7 ~ ) Влади́мир Влади́мирович Пу́тин               | 2008년 5월 8일   | 2012년 5월 7일   | 통합 러시아                                |
| 권한대행 |                 | 빅토르 줍코프 (1941.9.15 ~ ) Ви́ктор Алексе́евич Зубко́в                    | 2012년 5월 7일   | 2012년 5월 8일   | 통합 러시아                                |
| 11       |                 | 드미트리 메드베데프 (1965.9.14 ~ ) Дми́трий Анато́льевич Медве́дев          | 2012년 5월 8일   | 2020년 1월 15일  | 통합 러시아                                |
| 권한대행 | 2020년 1월 15일 | 드미트리 메드베데프 (1965.9.14 ~ ) Дми́трий Анато́льевич Медве́дев          | 2020년 1월 16일  |                  | 통합 러시아                                |
| 12       |                 | 미하일 미슈스틴 (1966.3.3 ~ ) Михаил Владимирович Мишустин               | 2020년 1월 16일  |                  | 무소속                                     |